# Phare de Jones Point
Le phare de Jones Point (en anglais : Jones Point Light), était un phare fluvial situé au bord du fleuve Potomac dans la ville d' Alexandria en Virginie. Le phare est situé sur Jones Point  et fait partie du Jones Point Park. Les visiteurs peuvent s'approcher du phare, mais il est actuellement impossible d'entrer dans le bâtiment.
Il est inscrit au Registre national des lieux historiques depuis le 19 mai 1980 sous le n° 80000352.

## Historique
Il a été construit en 1855. C'est une maison-phare d'un étage avec une lanterne au-dessus, servant principalement de témoin lumineux pour les navires s'approchant du chantier naval de Washington. Le phare a été désactivé en 1926, remplacé par une petite tour en acier à claire-voie située à proximité. Ce feu a été utilisé pendant dix ans avant d'être abandonné.
Après avoir été abandonné pendant plus d'un demi-siècle, le phare de Jones Point a été rallumé par une entreprise privée en 1995. Il a été éteint à nouveau après que la propriété eut été transférée de la fondation des Filles de la Révolution américaine au Service des parcs nationaux. Certains services locaux ont demandé que la structure soit remise en service, mais à partir de 2017, le seul phare en activité sur la rivière Potomac est le phare de Fort Washington situé dans l'État du Maryland, situé plus en aval.

## Description
Le phare   est une petite maison blanche de gardien d'un étage avec une lanterne grise sur le toit.
Identifiant : ARLHS : USA-409  .

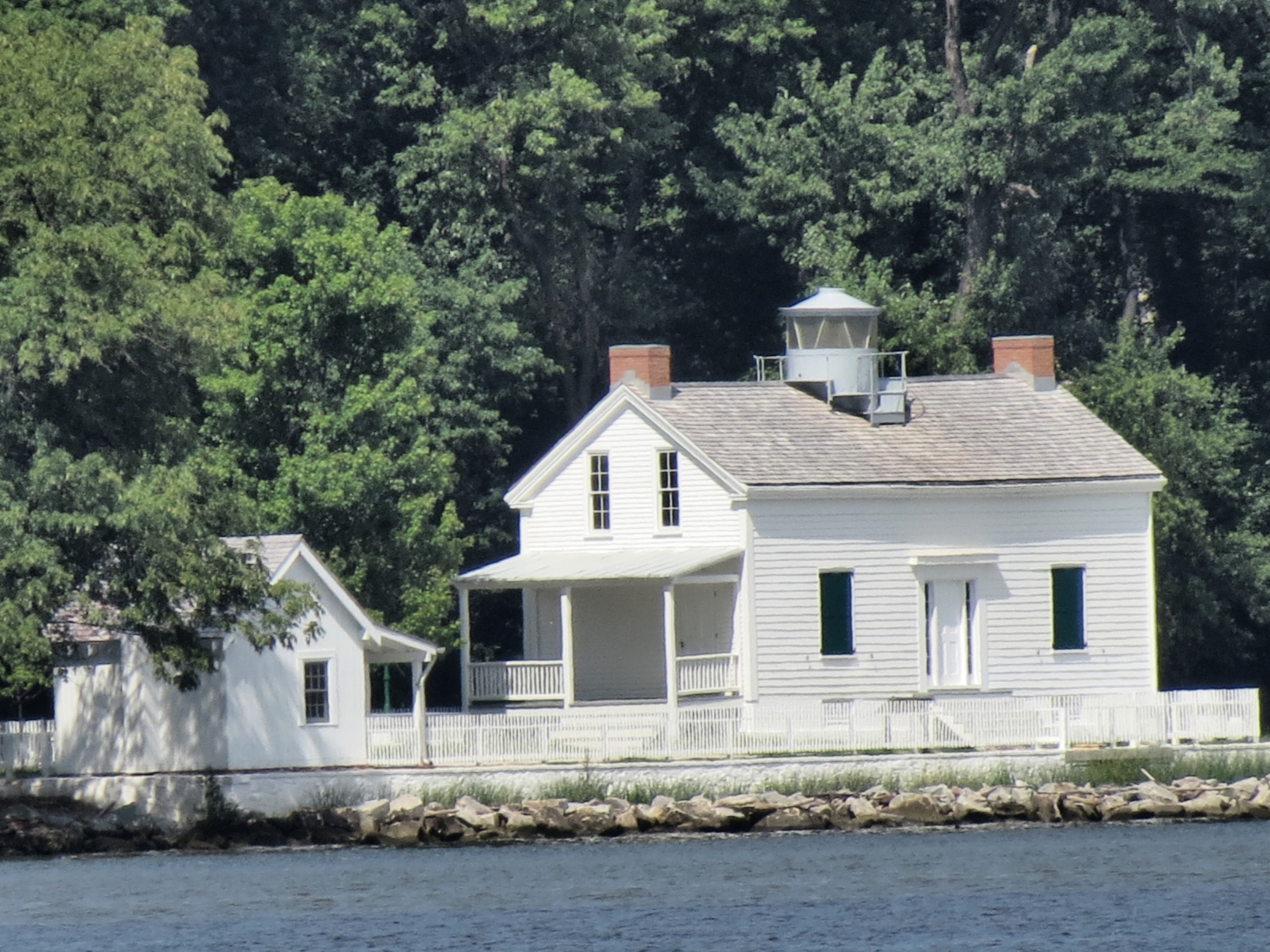
Le phare
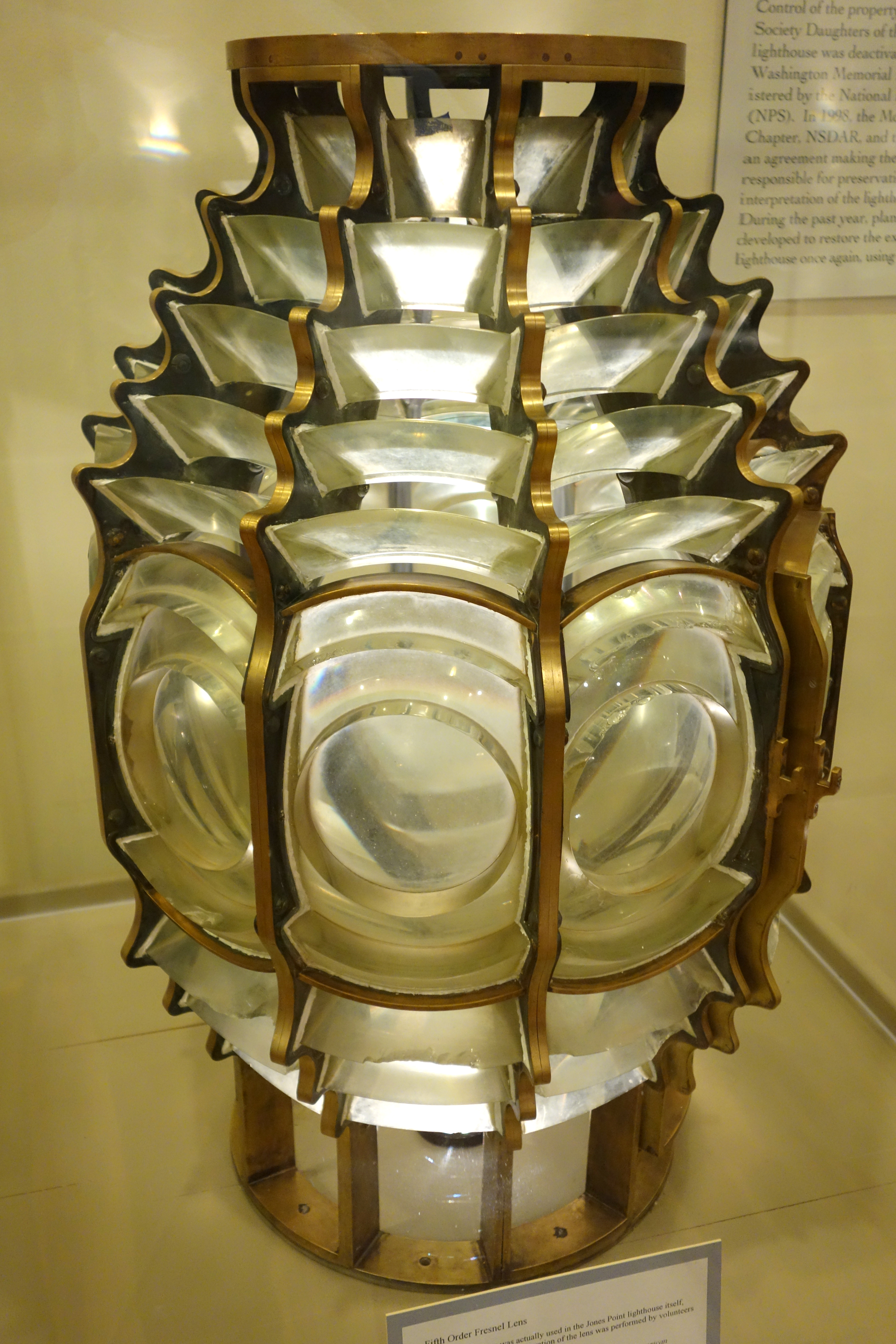
La lentille de Fresnel
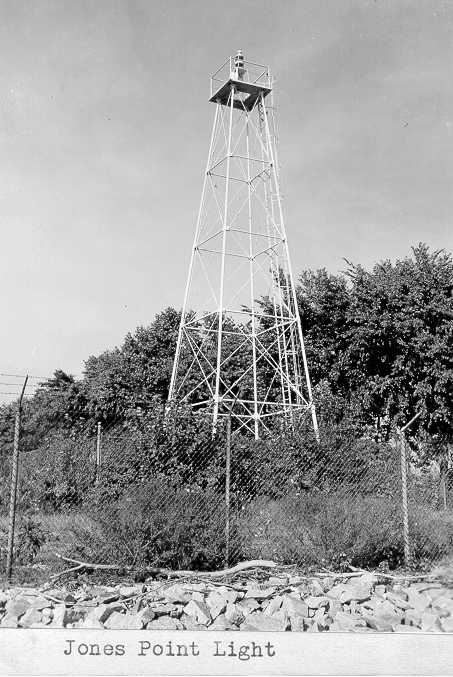
La tour de remplacement

### Lien connexe
- Liste des phares en Virginie